# Calai
Calai – miasto w Angoli, w prowincji Cuando-Cubango.